# Girsu
Girsu, současné Tello v governorátě Dhíkár v jižním Iráku, bylo jedním z nejstarších sumerských měst, jež leželo 25 km severozápadně od Lagaše. V době politické moci městského státu Lagaš bylo jeho náboženským střediskem. Za vlády krále Gudey v době gutejské nadvlády nad většinou Sumeru bylo Girsu faktickým hlavním městem lagašského státu.

## Objevení a archeologické průzkumy Girsu
Město Girsu bylo prvním objeveným a prozkoumaným městem Sumeru. Jeho objevitelem je francouzský konzul v Basře Ernest de Sarzec (1832–1901). Když se ve svém úřadě začal nudit, rozhodl se na radu přátel zajet na „nedaleký“ (200 km vzdálený) kopec Tello, odkud prý řada lidí přiváží staré předměty. Když po několika dnech objevil část kolosální sochy, rozhodl se požádat o povolení k vykopávkám.
Již předtím se ojedinělé nálezy z Tella dostaly na Západ. Byl to fragment dioritové sochy Hlava s turbanem, který byl r. 1870 prodán univerzitnímu muzeu v Bostonu v USA, také Britské muzeum v téže době získalo jiné torzo z Tella, tabulka z Tella byla od r. 1873 v pařížském Louvru. 5. března 1877 začal s vykopávkami na Tellu Sarzec. První dvě sezóny (jaro 1877 a jaro 1878) pracoval nesystematicky až diletantsky. Pak mu však francouzská vláda poslala na pomoc konzervátora Louvru Léona Heuzeye (1831–1922). Tak začala systematická práce, která trvala dvacet let do roku 1900.
Sarzec narážel v neklidné oblasti, kde kopal, na nesčetné problémy s místními lidmi. Když totiž beduíni zjistili, že nálezy z Tella mají svoji cenu, začali s vykopávkami na vlastní pěst a cennosti prodávali na místních bazarech. Proti dotěrným domorodcům Sarzec povolal četníky a rozpoutala se bitva. Nakonec spoustu exponátů poničily silné přívalové deště.
V té době se současně objevuje i politický a obchodní činitel, z archeologických nálezů se stává dobré zboží, a proto přední státy (USA, Francie, Velká Británie) začínají soupeřit o získávání koncesí na kopání různými cestami. Například v době, kdy se Sarzec zdržoval ve své vlasti, přijela na Tello kopat anglická expedice vedená Hormuzdem Rassamem a než se Sarzec vrátil, uchvátila část nálezů pro Britské muzeum.
Většina nálezů Sarzeca a Heuzeye se stala významnými exponáty muzea v Louvru. Nejznámější jsou dvě sochy lagašského vládce Gudey. Sarzec si svou práci zamiloval a doslova ho stála život, když zemřel na následky bahenní zimnice. Společně s Heuzeyem napsali rozsáhlé dílo o svých vykopávkách na Tellu Objevy v Chaldejsku (1884–1912).
Další expedice pracovaly v Girsu v sezonách 1903, 1909, 1929 a v letech 1931–1933 zde zkoumala ruiny expedice vedená francouzským archeologem André Parrotem.

## Významné nálezy z Girsu
Sarzec a Heuzey vykopali řadu velkých soch z černého a tmavozeleného dioritu. Dvanáct z těchto soch představuje vládce Lagaše Gudeu, jedna jeho předchůdce Urbabu. První vykopaná socha (leden 1880) zobrazovala muže takřka v životní velikosti se zkříženýma rukama a v dlouhém plášti, která postrádala hlavu, další sochou je hlava muže s čepicí připomínající turban. Řada soch byla popsána klínovým písmem. Tyto sochy jsou velmi realistické a tvořené jednotným stylem – postavy měly úzká ramena a dolní část těla značně menší než horní.
Podobný výraz mají i postavy na reliéfech zdobících některé tabulky. Na tvářích z profilu vynikal dlouhý nos, z profilu měly osoby i nohy, ale tělo vždy zepředu. Klínové znaky byly jednodušší než předtím nalezené písemné dokumenty z doby Asýrie a Babylónie a více připomínaly obrázky. Nejznámější reliéfy náleží velké desce s bojovníky a bradatým mužem v jejich čele, která byla podle jedné scény na ní zobrazené nazvána Supí stéla. Po rozluštění znaků bylo zjištěno, že je na ní zobrazen bůh Ningirsu vlekoucí v síti zajatce. Supí stélu nechal vytesat panovník Eannatum.
Vynikly i dva velké hliněné válce s hymny na stavbu chrámu. Stejně významný jako umělecké památky byl však archív asi 50 000 hliněných tabulek z 25.–21. st. př. n. l. Sarzec odkryl. Nápisy na výtvarných dílech z Tella doložily poprvé zcela jednoznačně existenci vládců, kteří se titulovali ensiové a vládli sumerským městům.

## Historie Girsu
Město Girsu bylo osídleno nejpozději během 3. fáze obeidské kultury v 5. tisíciletí př. n. l. Hlavní sláva se datuje do raně dynastického období Sumeru, tj. k 25.–24. st. př. n. l. Za vlády lagašského ensiho Urukaginy v 1. polovině 24. st. bylo Girsu, kde se vypínal hlavní chrám boha Ningirsua, opevněno silnými hradbami. V těchto hradbách se Urukagina ukryl, když byl Lagaš vládcem Ummy Lugalzagezzim, který se jako první sumerský panovník pokusil sjednotit celý Sumer. Od bran Lugalzagezzi odtáhl s neúspěchem, protože na severu se objevil vážný protivník, město Akkad.
Svou důležitost Girsu ztratilo brzy po vyhnání Gutejců za nadvlády státu 3. dynastie urské v Sumeru. Osídleno bylo ještě do 2. st. př. n. l.

## Galerie

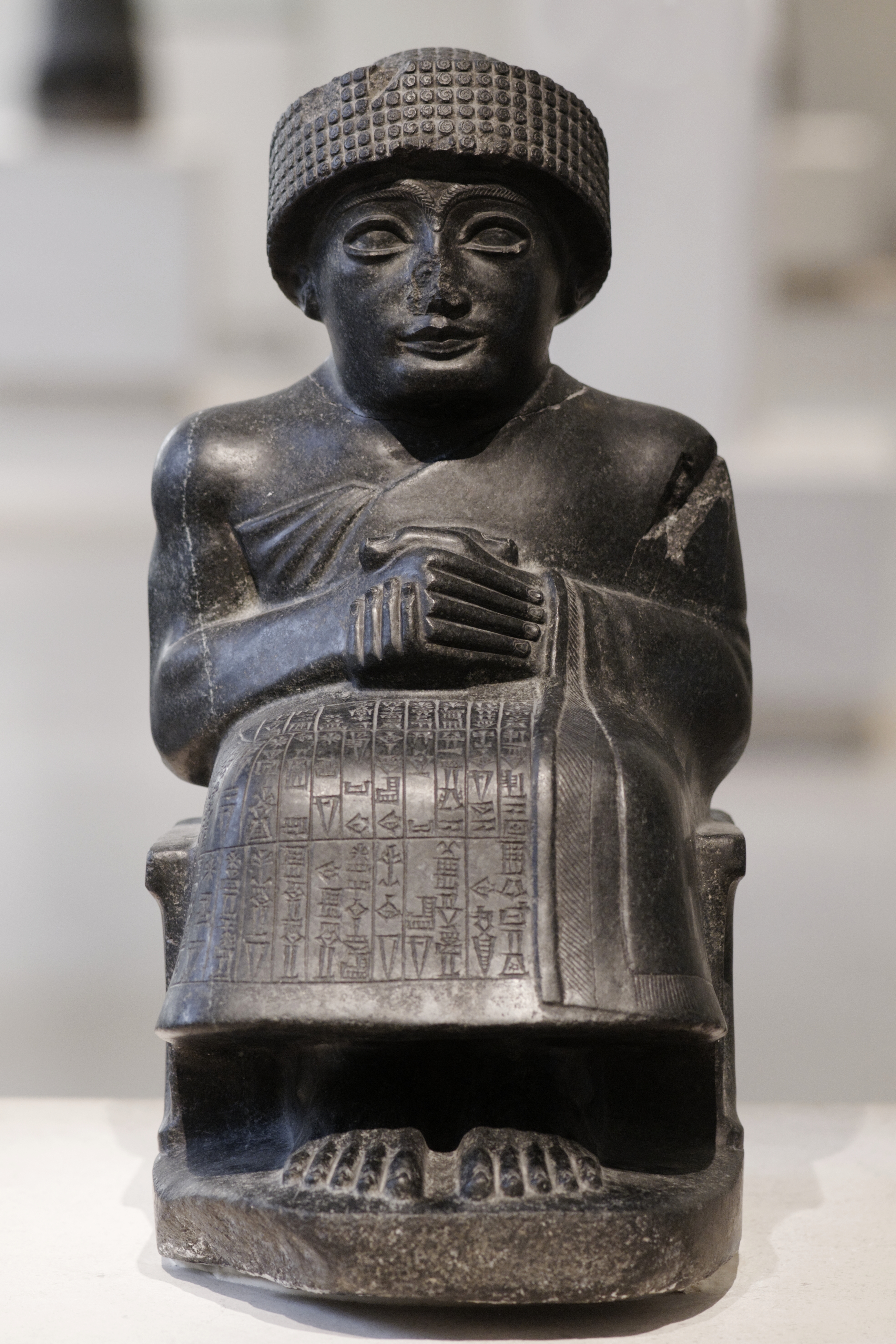
Socha panovníka Gudey
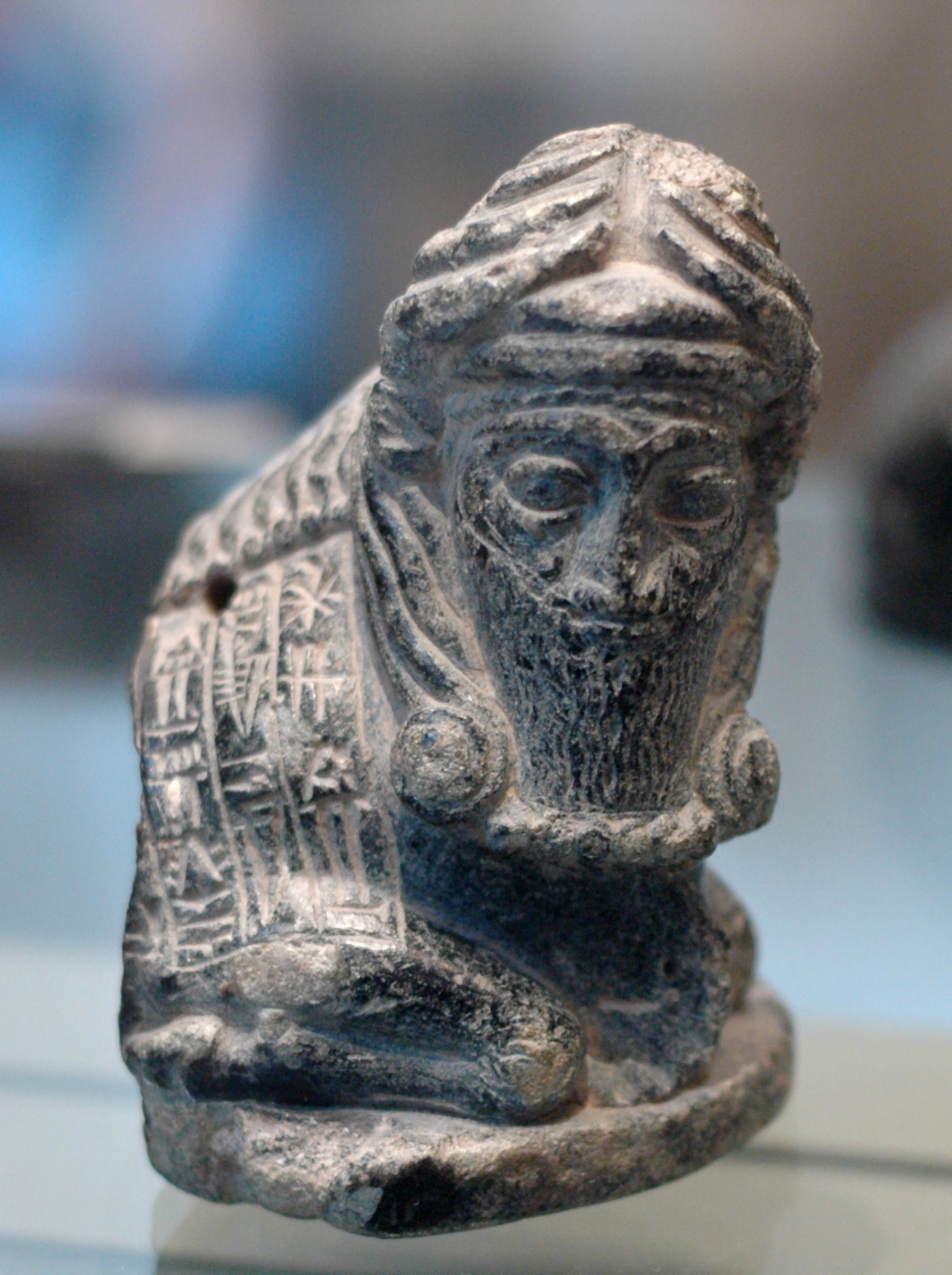
Gudea v podobě býka
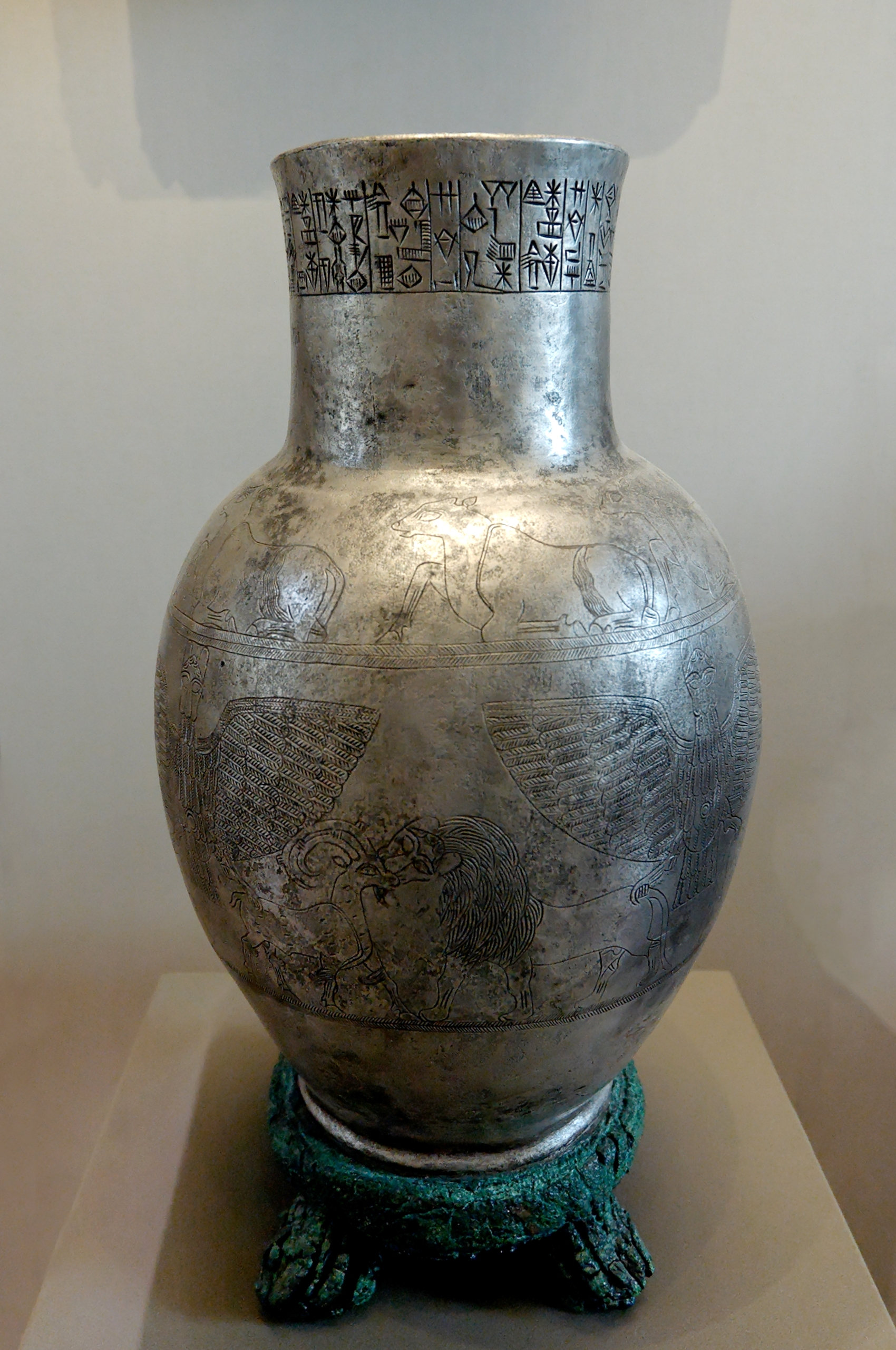
Entemenova váza
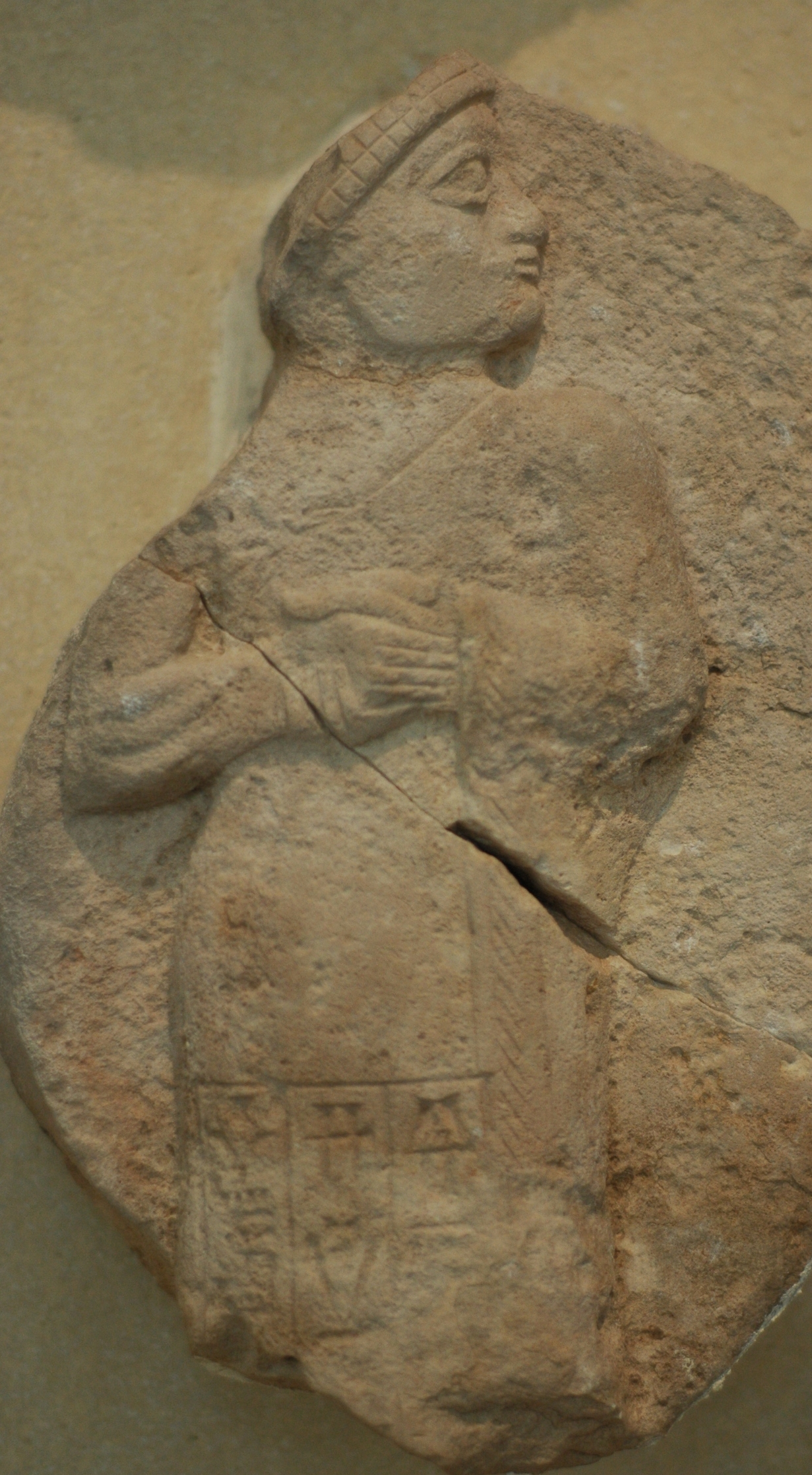
Gudeova stéla
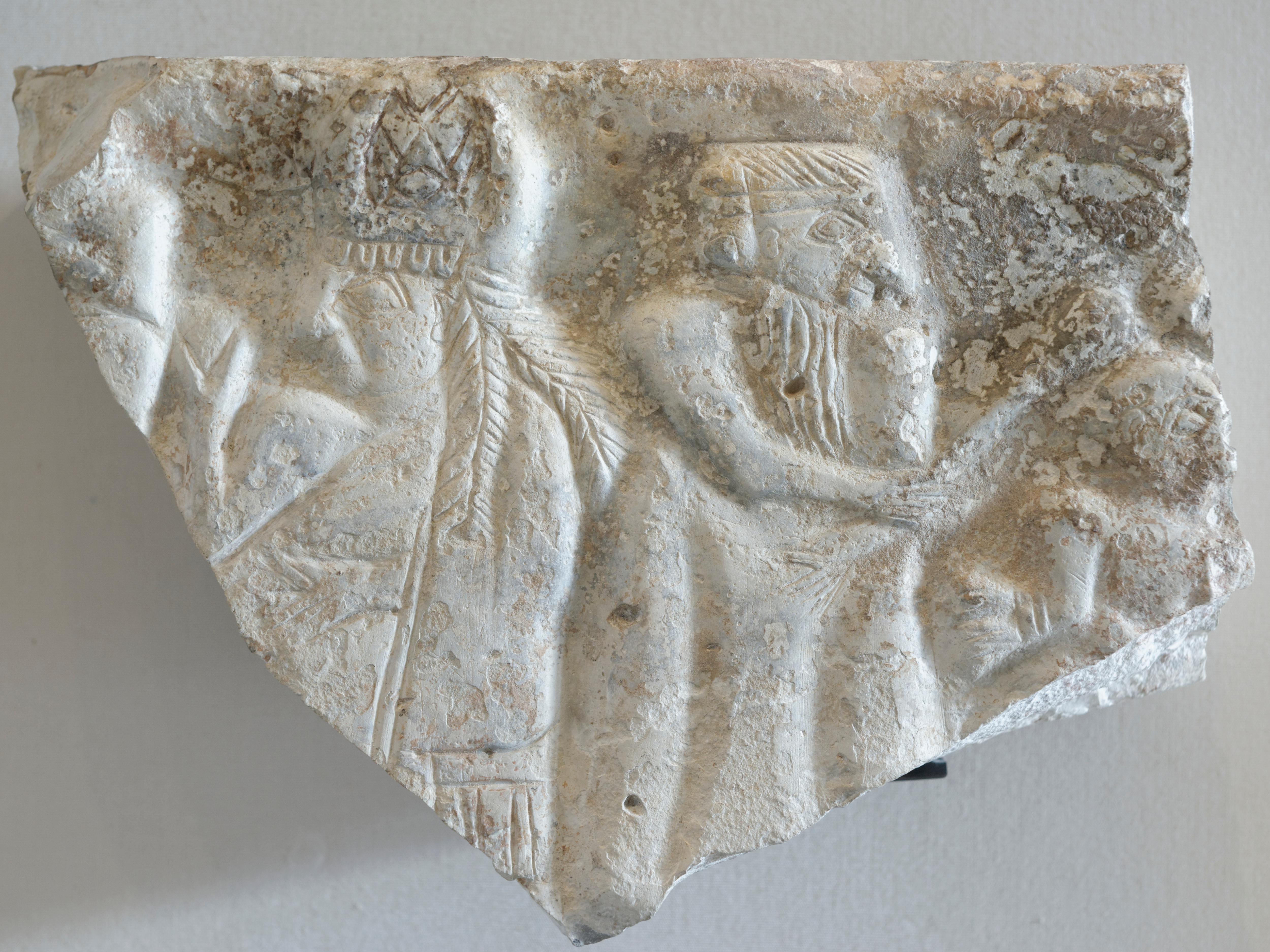
Fragment stély s vítěznou scénou
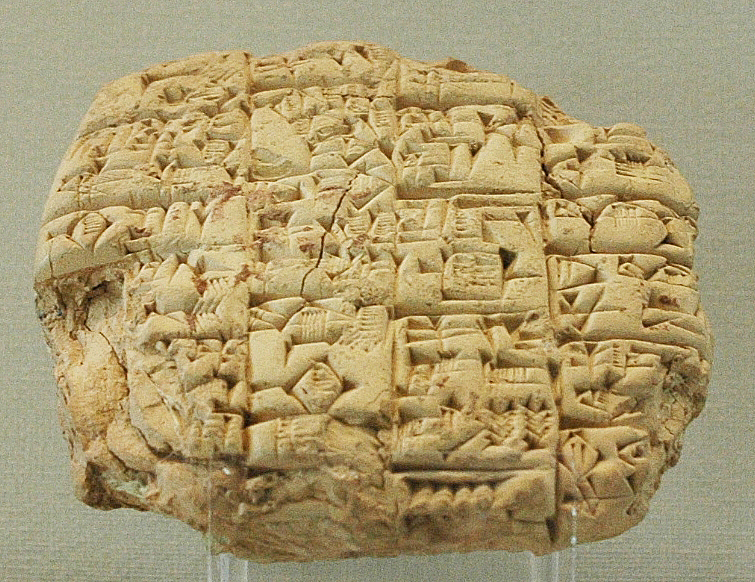
Dopis kněžky Luenny králi Lagaše
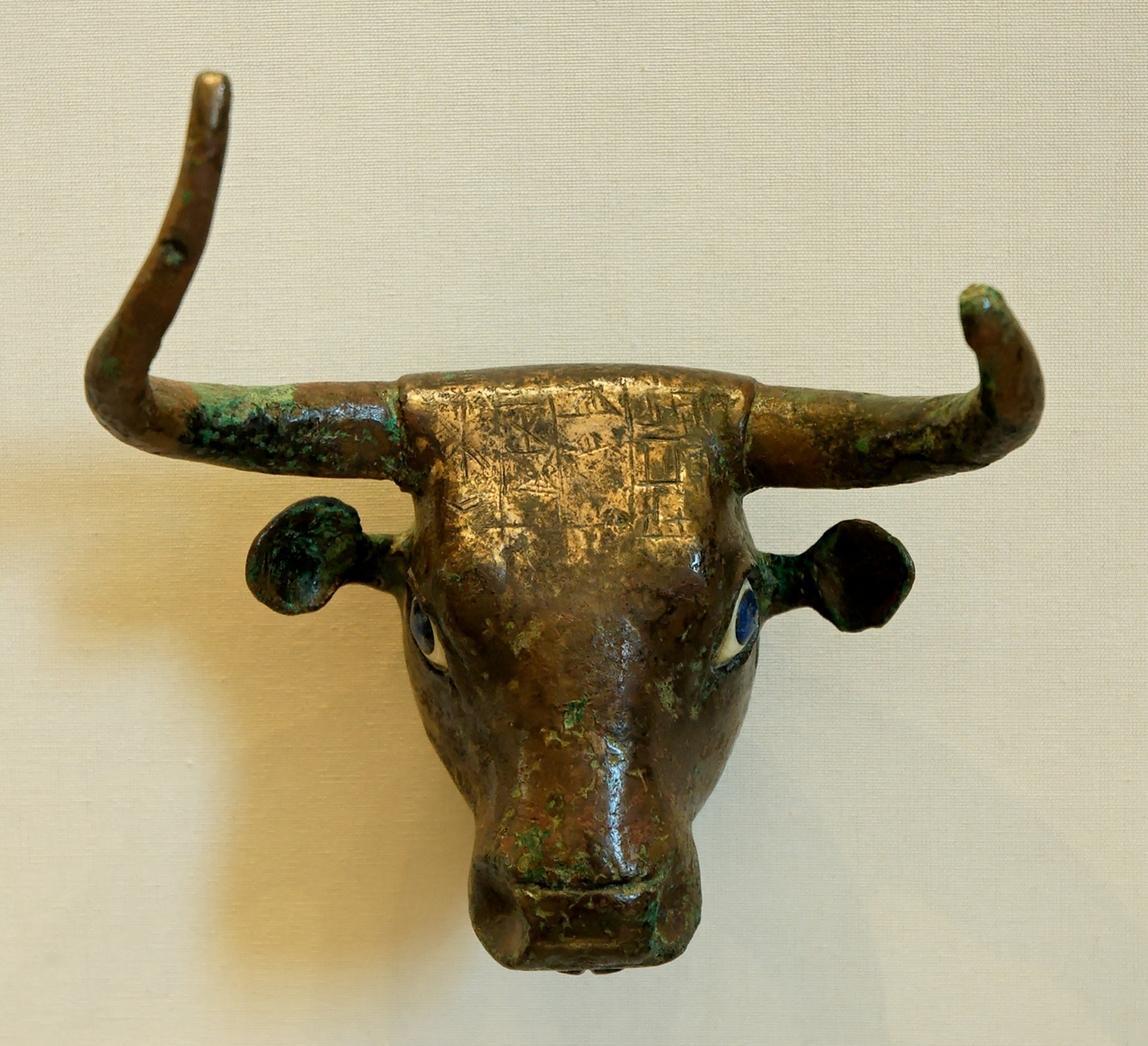
Býčí hlava
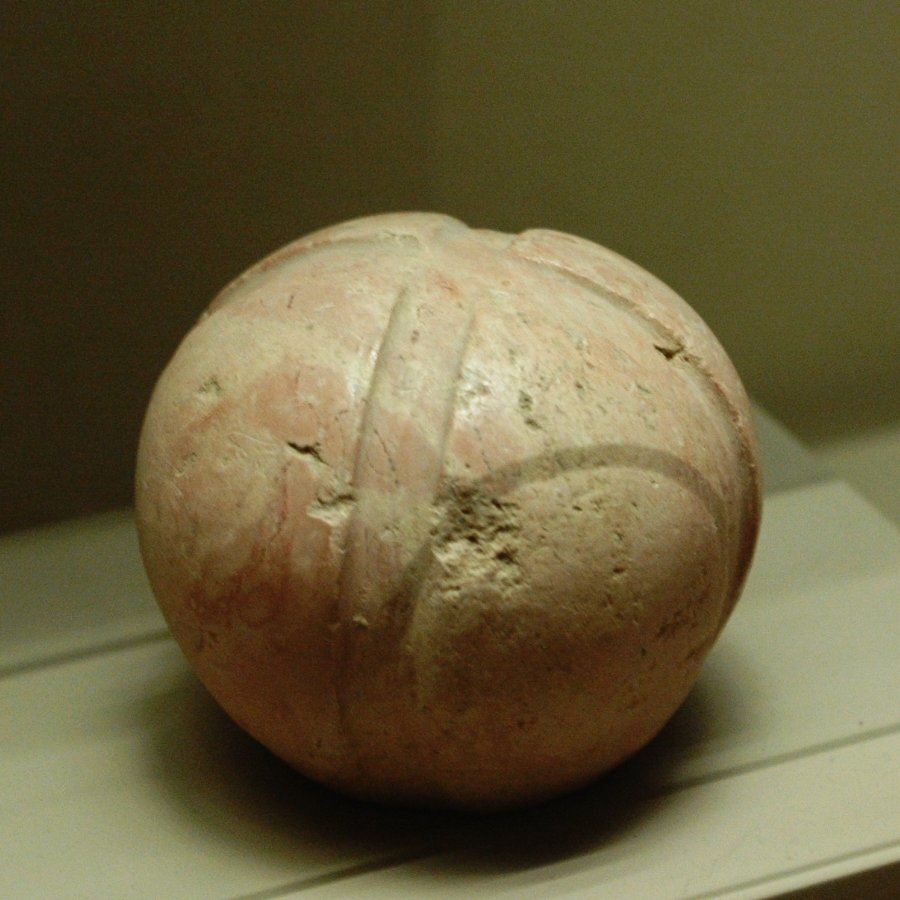
Mramorový palcát
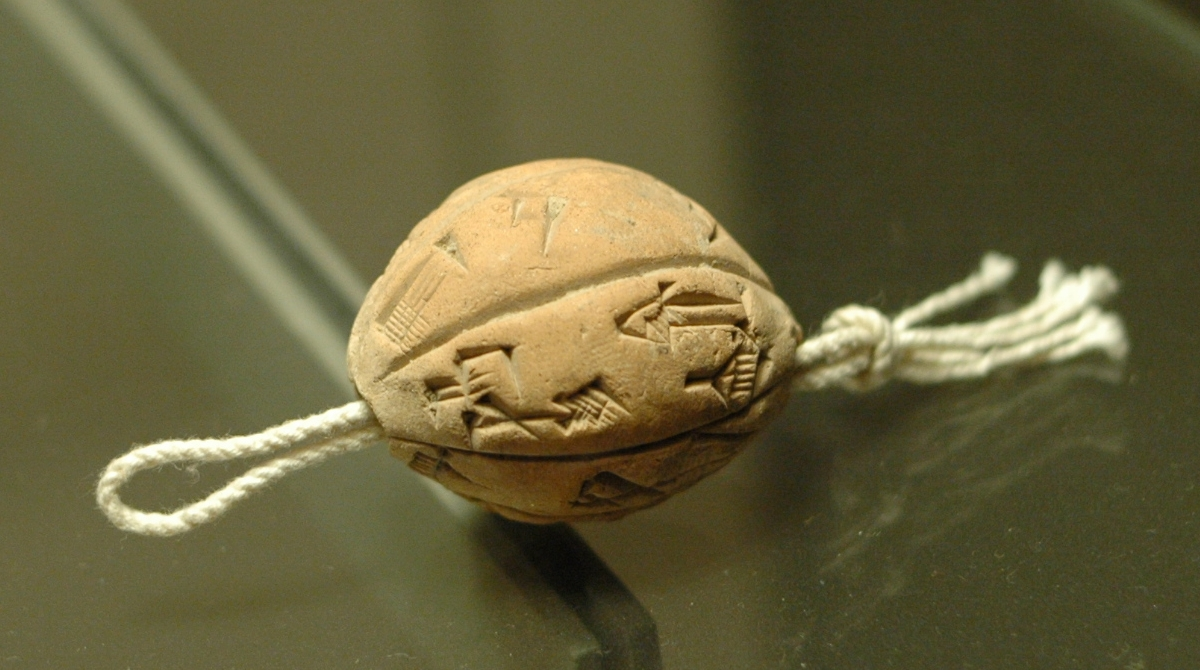
Důstojnický odznak z Lagaše
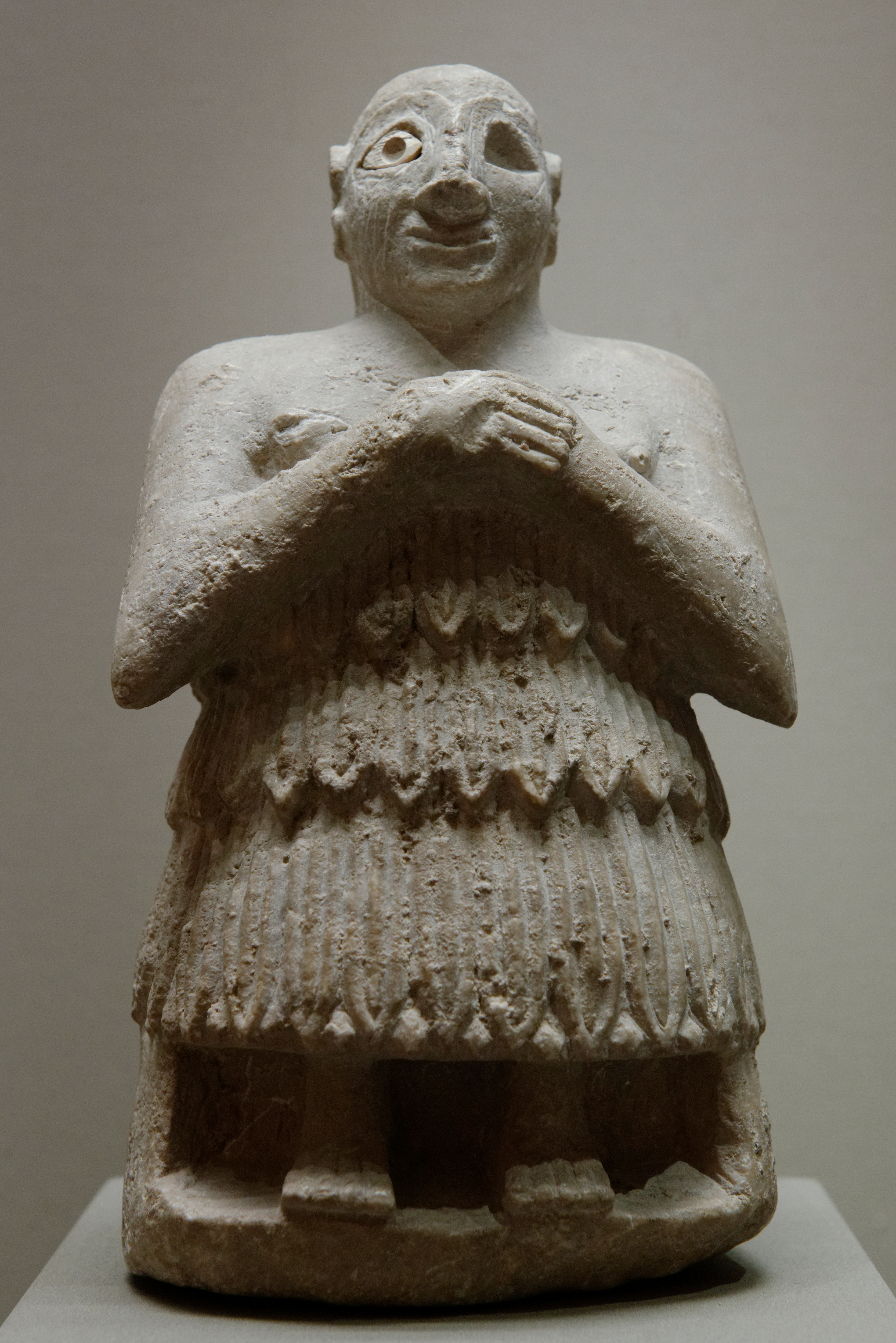
Alabastrová soška
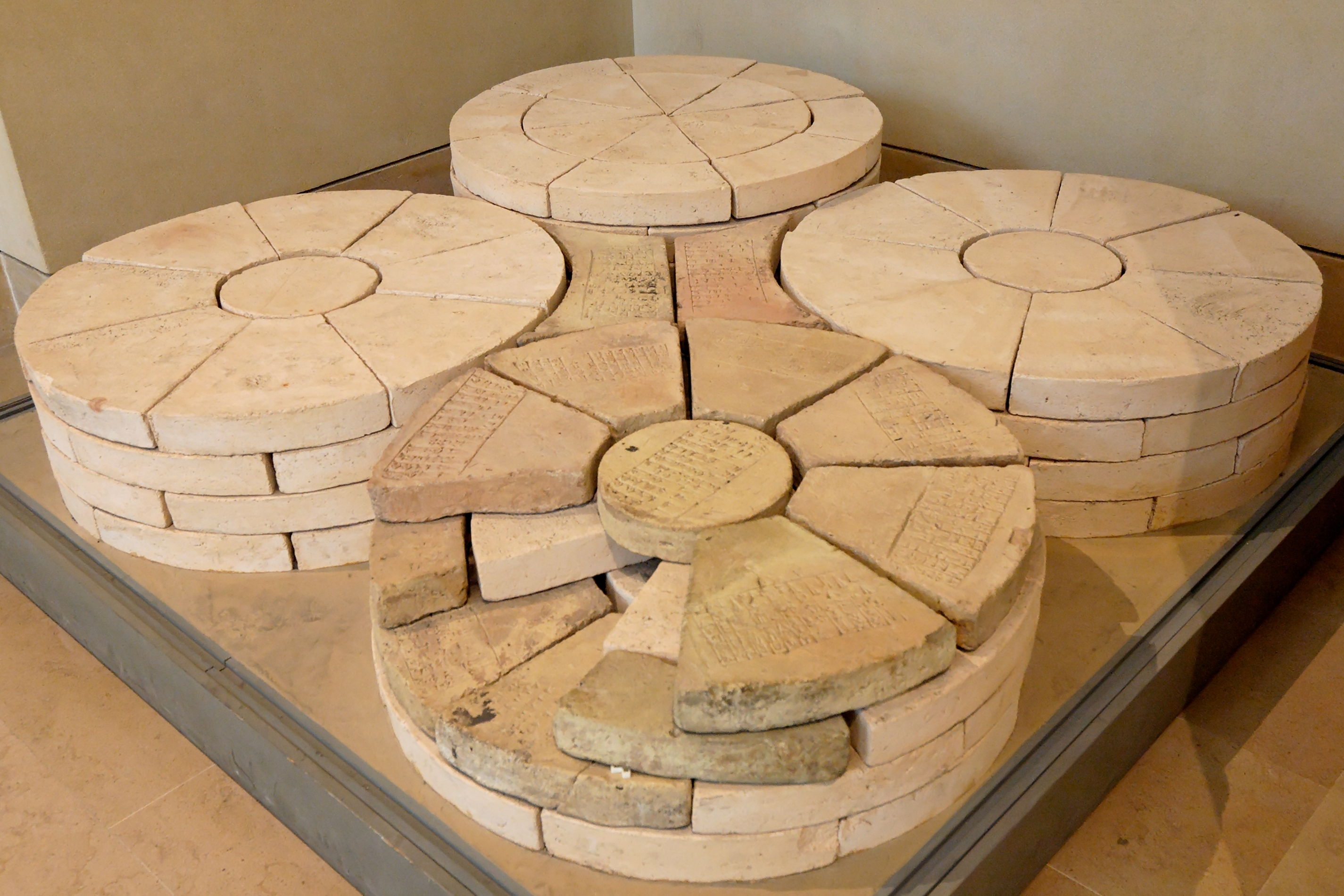
Gudeův pilíř
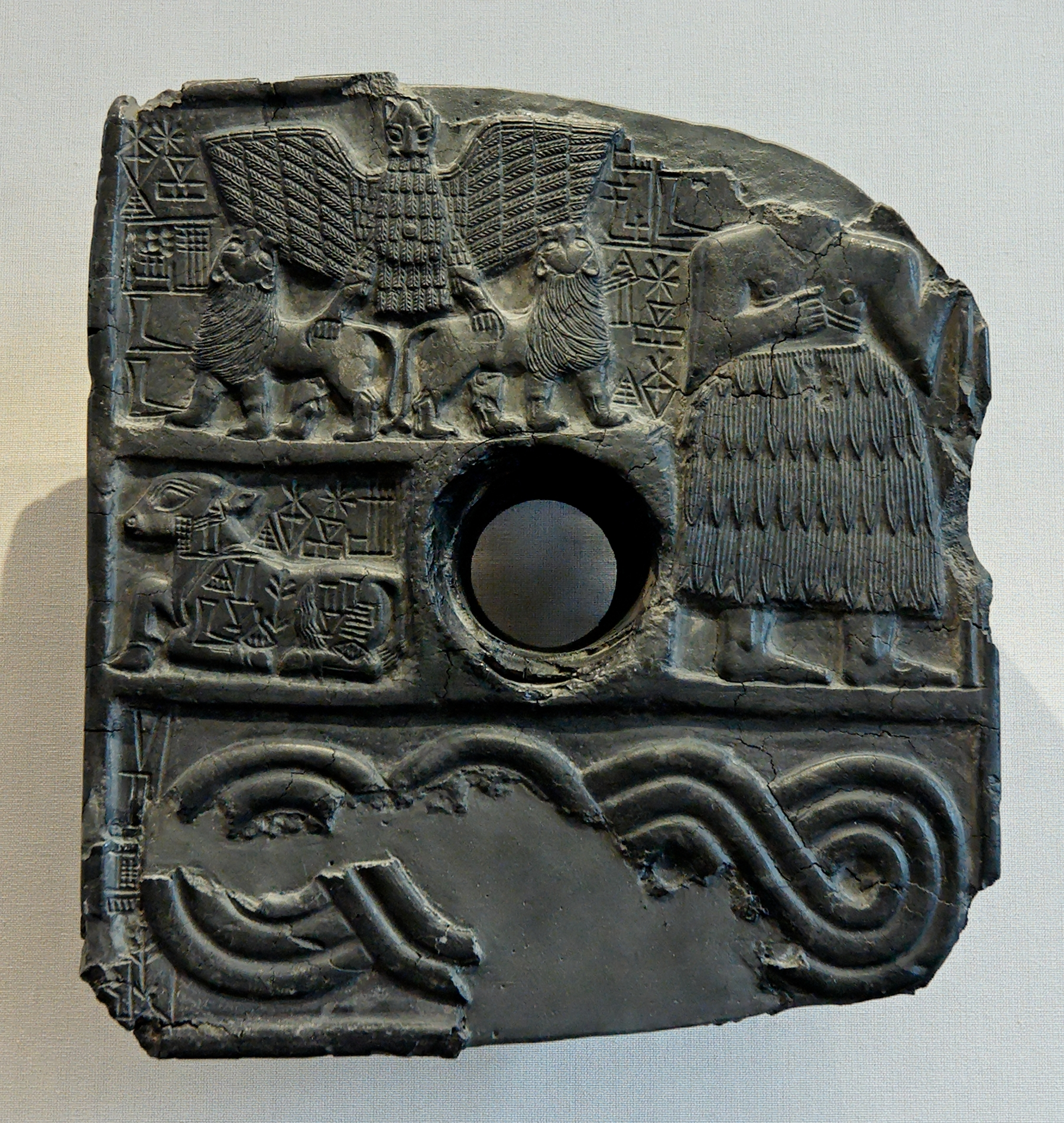
Reliéf Dudu, kněze Ningirsuova chrámu
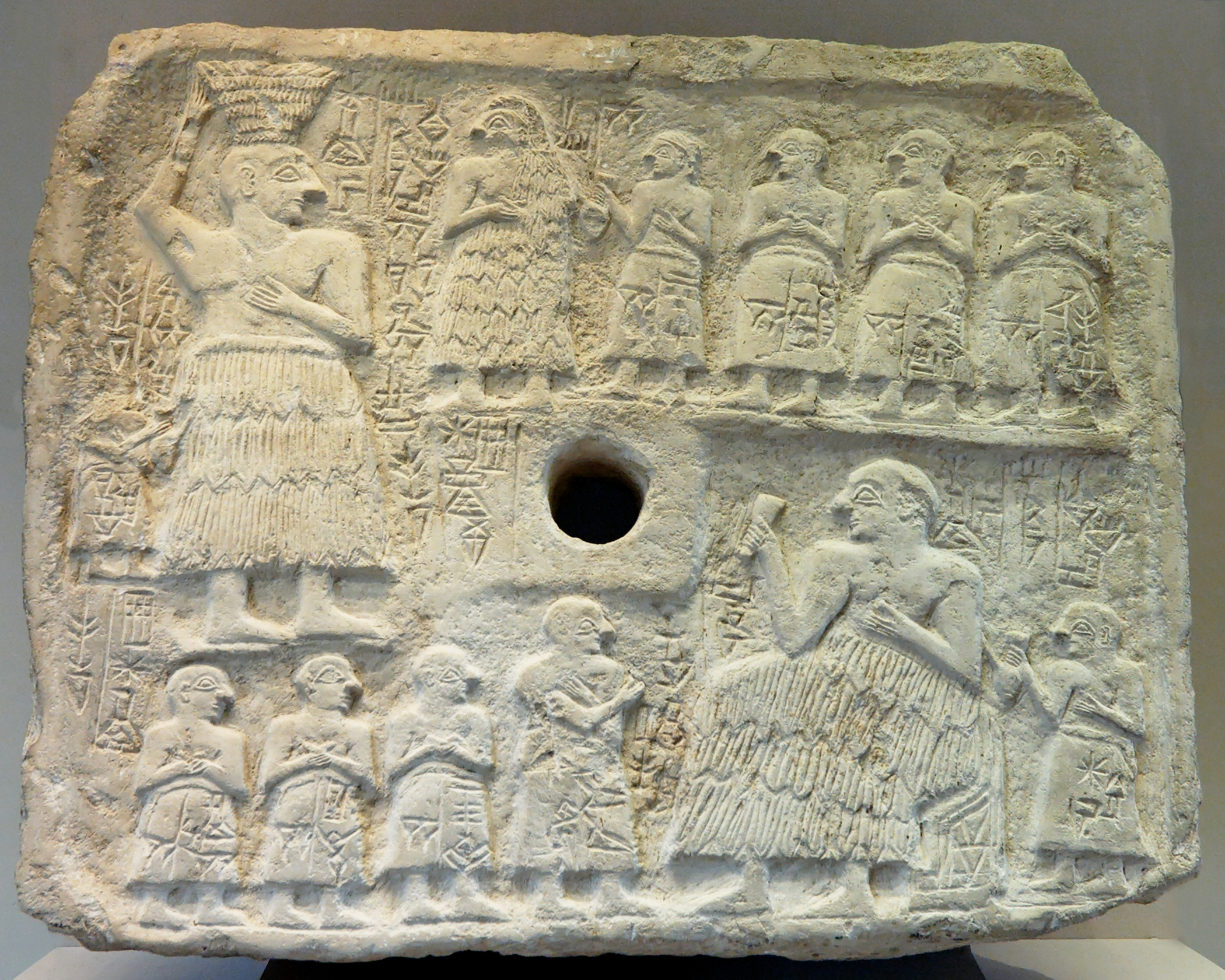
Reliéf krále Ur-Nanše